# 제로의 진실
《제로의 진실~감찰의·마츠모토 마오~》(일본어: ゼロの真実〜監察医・松本真央〜 ゼロのしんじつ かんさつい まつもとまお[*])는 2014년 7월 17일부터 9월 4일까지 매주 목요일 21:00 ~ 21:54에, TV 아사히 계열의 〈목요드라마〉 시간대에서 방송된 일본의 텔레비전 드라마이다. 주연은 타케이 에미.

## 개요
캐치프레이즈는, 〈유체는, 최후의 증언자.〉.

## 캐스트

### 중앙 감찰 의무원
마츠모토 마오 (24) - 타케이 에미
감찰의.
이즈미사와 이쿠오 - 나마세 카츠히사
부장 감찰의.
호사카 히로시 - 덴덴
감찰의 보좌.
이와마츠 마사히코 - 롯카쿠 세이지
감찰의. 마오의 지도의.
나카야마 미츠노리 - 오미 토시노리
감찰의.
코다마 요시토 - 아오야기 쇼
감찰의.
인덴 쿄코 - 마야 미키
감찰의.
아키야마 하루코 - 미즈사와 에레나
사무.
츠쿠다 켄타로 - 코마츠 카즈시게
임상 검사 기자.
쿠메 미도리 - 미야자키 카렌
임상 검사 기자.

### 경시청 형사부 수사 제1과
야시키 이치로 - 사사키 쿠라노스케
수사관.
토미타 하지메 - 와다 마사토
수사관.
코바야시 타모츠 - 모로 모로오카
과장.

### 전락 불심사 관계자
코스기 사다오 - 하시즈메 이사오 (특별 출연)
도쿄 구치소 사형수.
마츠모토 나츠코 - 키리시마 레이카
마오의 어머니.

## 스태프
- 각본 - 오오이시 시즈카
- 연출 - 츠네히로 죠타, 카타야마 오사무 (TV 아사히) / 호시노 카즈나리 (MMJ)
- 주제가 - 쇼난노카제 〈퍼즐〉 (토이즈 팩토리)
- 제너럴 프로듀스 - 우치야마 사토코
- 프로듀스 - 나카가와 신코 (TV 아사히), 아사이 치즈 (MMJ)
- 제작 저작 - TV 아사히

## 방송 일자
| 각 화                                                       | 방송일          | 부제                                                      | 연출            | 시청률 |
| ----------------------------------------------------------- | --------------- | --------------------------------------------------------- | --------------- | ------ |
| 제1화                                                       | 2014년 7월 17일 | 거짓말을 하는 유체vs해부실의 여제                         | 츠네히로 죠타   | 13.1%  |
| 제2화                                                       | 7월 24일        | 여감찰의 해부대는 5000만!! 유체가 이야기하는 이웃의 비밀… | 호시노 카즈나리 | 10.4%  |
| 제3화                                                       | 7월 31일        | 감찰의VS엘리트 여의사!! 지주막하 출혈은 살인인가…!?       | 카타야마 오사무 | 8.9%   |
| 제4화                                                       | 8월 7일         | 여감찰의의 싸움 포고…!! 미라 유체의 놀라운 정체           | 츠네히로 죠타   | 11.4%  |
| 제5화                                                       | 8월 14일        | 애인 집에서 죽은 화려한 일족!! 매수된 여감찰의            | 호시노 카즈나리 | 9.1%   |
| 제6화                                                       | 8월 21일        | 외국인 아내는 봤다!! 연속 청산가리 사건…표적은 감찰의     | 카타야마 오사무 | 9.4%   |
| 제7화                                                       | 8월 28일        | 최종장!! 감찰의VS두 번 죽은 소사체 트릭!                  | 호시노 카즈나리 | 10.7%  |
| 최종화                                                      | 9월 4일         | 전락사가 증언!? 어머니의 죽음의 진상 감찰의…최후의 검안   | 츠네히로 죠타   | 10.0%  |
| 평균 시청률 10.4% (시청률은 칸토 지구·비디오 리서치사 조사) |                 |                                                           |                 |        |

- 첫회는 15분 확대 (21:00 ~ 22:09).